# ¡Ah qué Kiko!
¡Ah qué Kiko! fue una serie Spin off de comedia de situación mexicana producida por Telerey para la cadena Imevisión, Canal 13 (ahora conocida como TV Azteca). Estaba protagonizada por Carlos Villagrán interpretando a Kiko, una versión modificada del personaje de Quico de El Chavo del Ocho y Ramón Valdés como Don Ramón.
La serie duró del 1 de junio de 1987 al 1 de febrero de 1988 con un total de 29 episodios. En esta serie, el personaje usa su clásico traje de marinero de color negro (aunque difiere ligeramente del original) y luego usa uno de color rojo.

## Trama
Don Ramón es el gerente de una pequeña tienda de abarrotes llamada 'La Sorpresa'. Kiko es empleado de la tienda, encargado de ayudar a Don Ramón en lo que haga falta y llevar los pedidos a los clientes en su carrito de juguete llamado "Fantomas".
Dentro de la misma trama, surge Pamela, de quien Don Ramón está profundamente enamorado y Toto, un niño del barrio, amigo de Kiko (emulando de cierta forma al Chavo del 8), pero gorrón que pretende consumir sin pagar en la tienda de abarrotes o robarle algo de comida en las entregas que realiza Kiko. Pero también trata de ayudar a Kiko cuando se mete en líos u ocurren ciertas aventuras en el barrio.
Las aventuras nos muestran a los personajes atendiendo la tienda, entregando pedidos, pero también nos muestran las bondades que tienen con otras personas, Kiko haciéndose detective, ladrones que roban la tienda o quieren esconderse, enfrentarse a unos vampiros reales y tratar de escapar de la casa, ayudar a Don Ramón a dar una serenata, o defenderlo y acompañarlo a un cementerio a batirse a duelo, Kiko siendo gerente de "La Sorpresa" o enfrentándose al propio Don Ramón haciéndole la competencia enfrente del negocio por haber sido despedido, etc.
Luego de un tiempo, Don Ramón le deja una carta a Kiko diciendo que heredó dinero de un tío, que decidió abrir un supermercado en Acapulco y que vendió la tienda a otra persona. Es aquí cuando hace su aparición "Don Cejudo" para hacerse cargo de la tienda y en la cual Kiko junto a sus amigos y una nueva integrante, "Nena", sobrina de Pamela, se meten en diferentes problemas o situaciones que a veces involucran a los mayores.

## Reparto
- Carlos Villagrán como Kiko
- Ramón Valdés como Don Ramón
- Sergio Ramos "El Comanche" como Don Cejudo
- Beatriz Olea como Pamela
- Jorge Alejandro como Toto
- Dacia Arcaraz como Nena
- Tito Dreinhüffer como Fito